# Кобегкаевы
Кобегка́евы (осет. Кобегкатæ) — дигорская фамилия, происходит из рода Гагуата.

## Антропонимика
Из турецкого (тур. köpek) — ‘собака, пес’ (с удвоением гг (кк) перед гласной фонемой).

## История и происхождение
Кобегка был одним из потомков Гагу. Женившись, он отделился от отца и основал самостоятельную фамилию Кобегкаевых.
Фамилия Елбиевых произошла от Заурбека Кобегкаева. Сын Елби Кобегкаева основал свою фамилию и назвал её по имени отца — Елбиевы. Заурбек первым браком был женат на девушке из фамилии Хуадоновых, и у них было пять сыновей: Цаппо, Гула, Махамат, Бадзай и Гама. Старейшины фамилии заставили Заурбека привести второй женой вдову Кобегкаевых. Тогда пятеро сыновей от первой жены по желанию матери стали носить её фамилию. Таким образом в Донифарсе появилась фамилия Хуадоновых. Таким образом, от детей Кобека произошли фамилии Елбиевых и Хуадоновых.
В архиве сохранилась запись, датируемая 1886 годом: «Кобегкаев, он же Созонов или Бесонон Афсадик Созаевич и Берди Аккоевич».
Семь братьев Кобегкаевых — Хадзисмел, Борис, Гадзибе, Хангерий, Сосланбек, Турмец, Махамат — из селения Ахсарисар доблестно воевали с фашистами и погибли на фронтах ВОВ.

## Генетическая генеалогия
- 411439 — Kobegkaev — G2a1a1a1a (DYS505=9, YCAII=19,21, DYS391=11)[3]
- IN69912 — Kubikaev/Kobegkaev — E1b1b1a1b1a (V13+ , DYS393=12)

## Известные представители
- Джансох Афаевич Кобегкаев (1799) — в числе дигорских чиновников и старшин в 1850 г. был представлен на встрече с Его Высочеством Наследником Александром Николаевичем.
- Максим Астемирович Кобегкаев (1940) — заслуженный работник Высшей школы РФ, заслуженный деятель Северной Осетии, кандидат исторических наук, доцент кафедры политэкономии СОГУ.